# Rue Théodore-de-Banville (Toulouse)
Pour l’article homonyme, voir Rue Théodore-de-Banville.
La rue Théodore-de-Banville est une voie de Toulouse, chef-lieu de la région Occitanie, dans le Midi de la France.

## Situation et accès

### Description
La rue Théodore-de-Banville est une voie publique. Elle se trouve au nord du quartier de Croix-Daurade.
Elle naît à l'angle de la rue Auguste-Luchet, presque dans le prolongement de la rue Georges-Ohnet. Elle est rectiligne, longue de 272 mètres, large de 10 mètres, et orientée au nord-est. Elle donne naissance après 53 mètres à l'impasse Petit-Jacques. Elle se termine 219 mètres après en rencontrant la route d'Albi. Elle est prolongée à l'ouest par la rue du Général-Pelet. 
La chaussée compte une voie de circulation à double-sens. Elle appartient à une zone 30 et la vitesse y est limitée à 30 km/h. Il n'existe pas d'aménagement cyclable.

### Voies rencontrées
La rue Théodore-de-Banville rencontre les voies suivantes, dans l'ordre des numéros croissants (« g » indique que la rue se situe à gauche, « d » à droite) :
1. Rue Auguste-Luchet (g)
2. Rue Georges-Ohnet (d)
3. Impasse Petit-Jacques (d)
4. Route d'Albi

### Transports
La rue Théodore-de-Banville n'est pas directement desservie par les transports en commun Tisséo. Elle débouche cependant sur la route d'Albi, parcourue sur toute sa longueur par les bus du Linéo L9. Plus loin, le long de l'avenue d'Atlanta se trouvent également les arrêts des lignes de bus 334376.
La station de vélos en libre-service VélôToulouse la plus proche est la station no 171 (191 route d'Albi).

## Odonymie

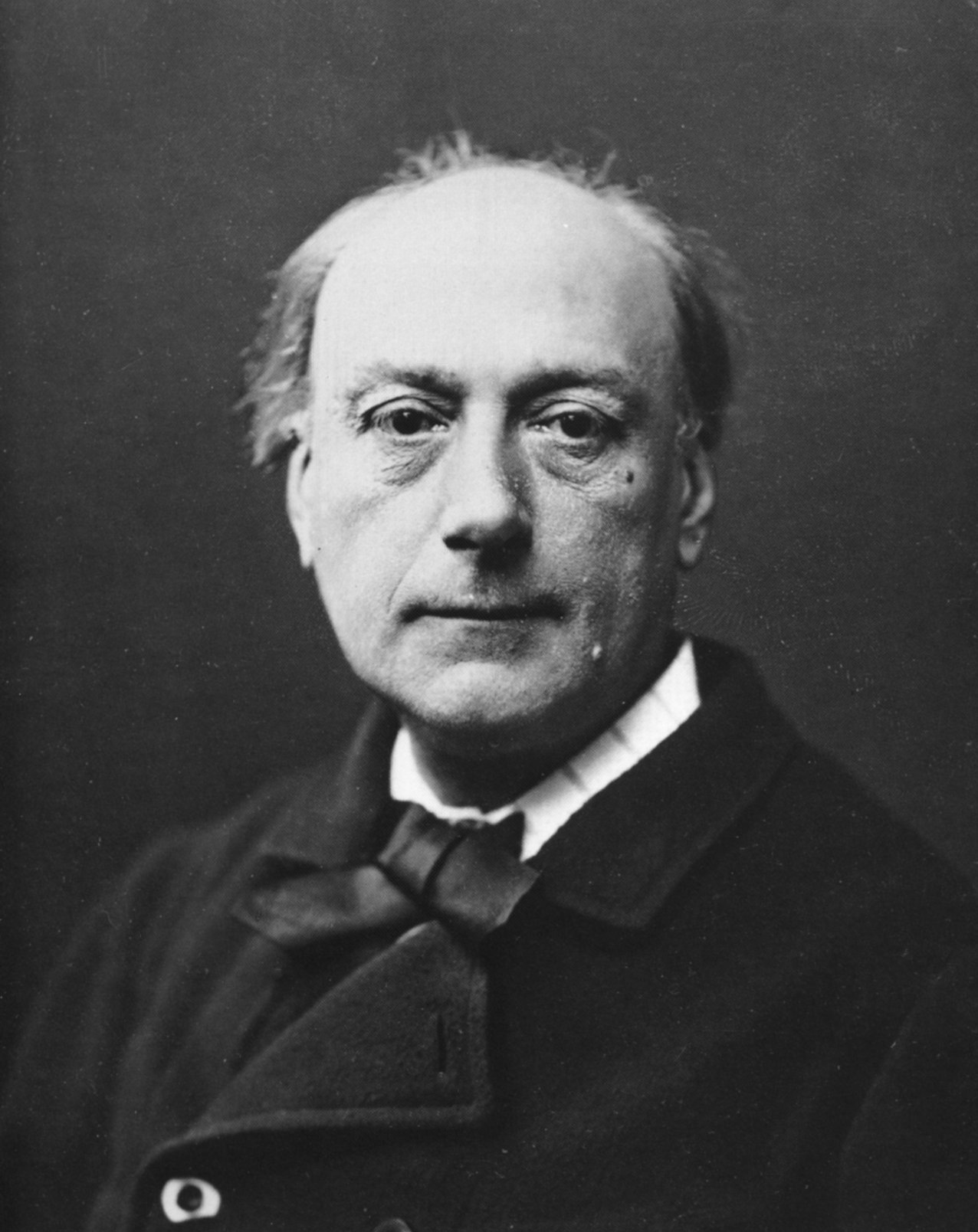
Théodore de Banville par Félix Nadar.

La rue était à l'origine désignée comme la rue des Charmilles, du nom du domaine sur lequel elle avait été tracée. La maison des Charmilles, maison de campagne de la bourgeoisie toulousaine du XIXe siècle, subsiste, le long de la route d'Albi (actuel no 178).
En 1937, la municipalité d'Antoine Ellen-Prévot attribua à la rue le nom de Théodore de Banville (1823-1891), poète et dramaturge. Ami de Victor Hugo, de Charles Baudelaire et de Théophile Gautier, il fut apprécié pour son œuvre qui unit le romantisme et le Parnasse.

## Patrimoine et lieux d'intérêt

### Lotissement des Charmilles
Le lotissement des Charmilles est créé entre 1933 et 1941 sur une partie du domaine du même nom, appartenant aux époux Bézy. La plupart des maisons sont construites durant cette période et présentent des façades de style Art déco. Plusieurs d'entre elles sont d'ailleurs réalisées par le même entrepreneur, Pierre Luvisutto (actuels no 1, 3, 5 et 25 ; no 6 et 24). Les maisons sont implantées en léger en retrait de la rue et ont toutes un jardin.
- no  1 : maison (1937-1938)[4].
- no  2 : maison Albaret (1937)[5].
- no  3 : maison Poueymarie (1941)[6].
- no  4 : maison Cazampoure (1937)[7].

- no  6 : maison Luvisutto. 
La maison, de style Art déco, est construite en 1939 pour Pierre Luvisutto lui-même. Elle bénéficie d'un emplacement privilégié, à l'angle de l'impasse Petit-Jacques. Le mur de clôture, en moellons de pierre en opus incertum et surmonté de garde-corps en béton, sépare la propriété de la rue. La maison s'élève sur deux niveaux – un rez-de-chaussée et un étage. Elle est remarquable pour les multiples décrochements de la façade : un oriel, sur le côté ouest face à l'impasse Petit-Jacques, un porche au sud face à la rue Théodore-de-Banville, une pergola à l'est. Le rez-de-chaussée surélevé est construit dans un appareil de moellon en opus incertum. Il est occupé par le garage et plusieurs pièces de service. Un escalier monte au porche en-œuvre et à l'entrée principale. À l'étage, où se trouvent les pièces d'habitation, les façades sont en béton couvert d'enduit. Un bandeau de brique orné d'un calepinage court tout le long des élévations sous l'avant-toit[8].

- no  8 : maison[9].
- no  9 : maison (1941)[10].
- no  12 : maison Caverzan (1937-1938)[11].
- no  13 : maison[12].
- no  14 : maison[13].
- no  15 : maison[14].
- no  16 : maison[15].
- no  18 : maison[16].
- no  19 : maison[17].
- no  20 : maison[18].
- no  22 : maison[19].
- no  23 : maison[20].
- no  24 : maison[21].
- no  25 : maison (1941)[22].
- no  26 : maison[23].
- no  29 : maison Guizol (1941)[24].
- no  30 : maison[25].
- no  32 : maison[26].